# Geely Jiaji

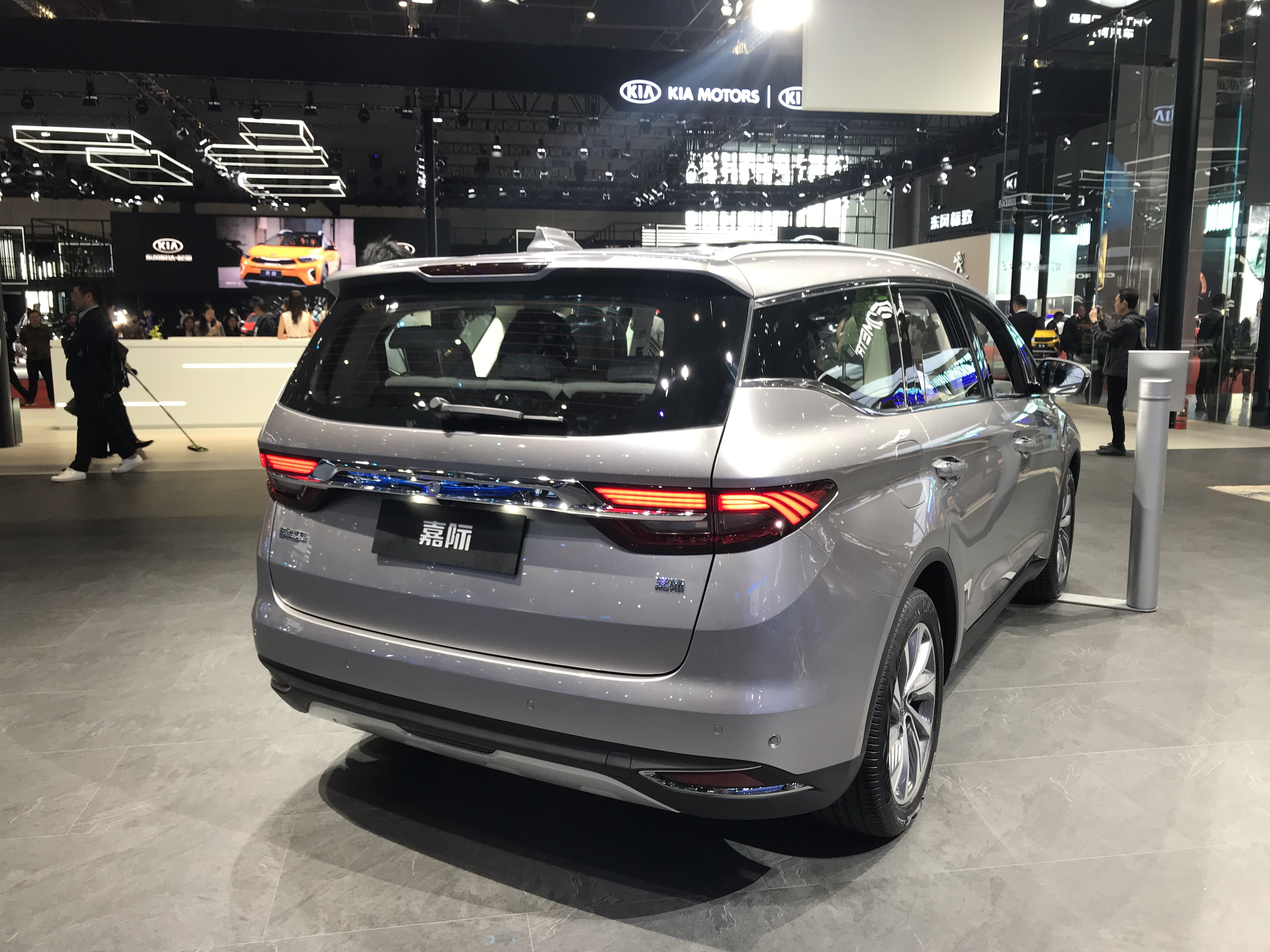
Heckansicht

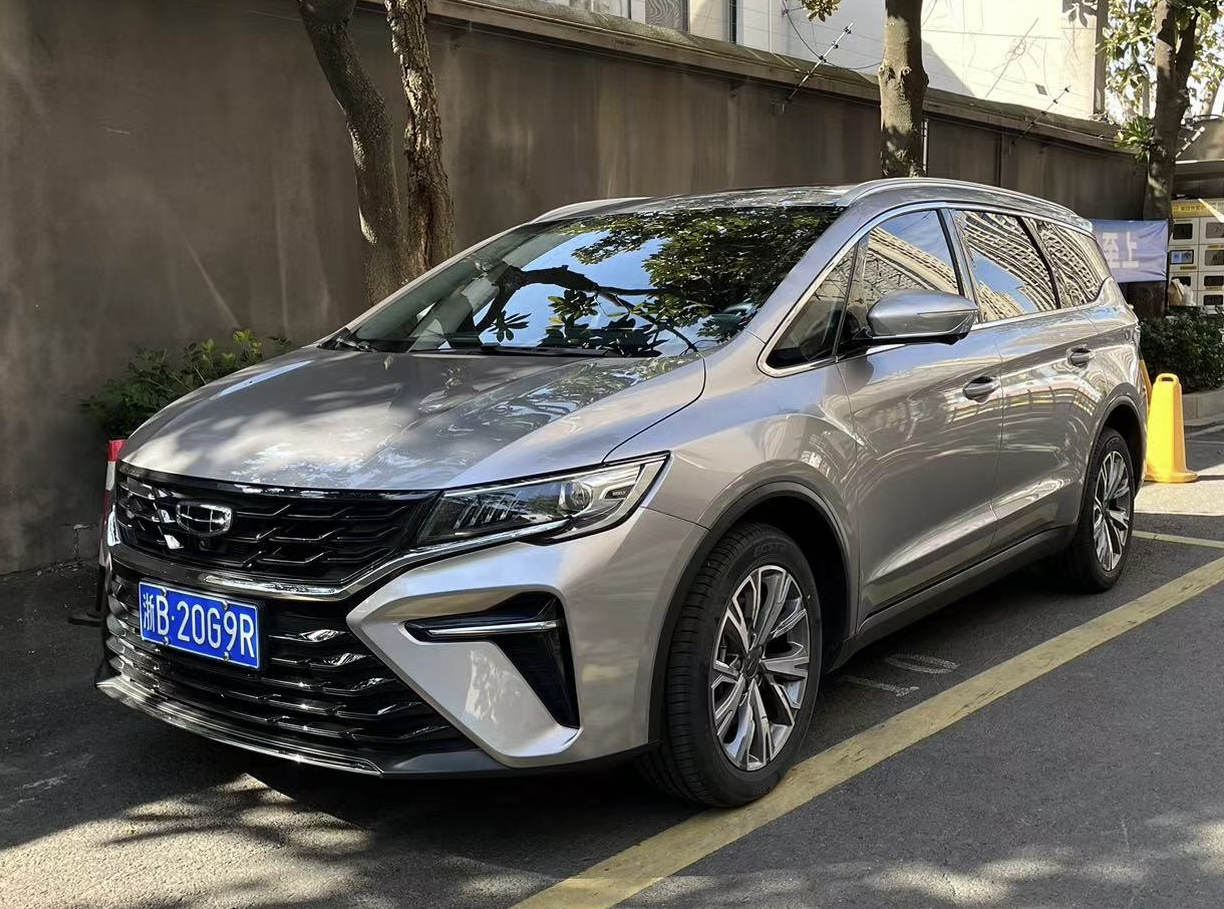
Geely Jiaji L (seit 2022)

Der Geely Jiaji ist ein Van des chinesischen Automobilherstellers Geely der Marke Geely.

## Geschichte
Einen ersten Ausblick auf einen Van der Marke präsentierte Geely mit dem MPV Concept auf der Shanghai Auto Show im April 2017. Ein Jahr später wurden erste Bilder des Serienmodells veröffentlicht. In China wird das Fahrzeug seit März 2019 als Geely Jiaji verkauft. Eine überarbeitete Version wurde im September 2021 eingeführt. Der etwas längere Jiaji L ist eine weitere Modellpflege und kam im September 2022 auf den Markt.
Das im August 2020 vorgestellte Elektroauto Maple 80V basiert auf dem Jiaji. Es ist das erste Fahrzeug des Geely-Konzerns mit einem Wechselakku. In Indonesien wird das Elektromodell als Aletra L8 gefertigt.
Als Konkurrenzmodelle des Jiaji gelten unter anderem der BYD Song Max oder der Lifan Xuanlang.

## Technische Daten
Der Van ist in verschiedenen Sitzkonfigurationen erhältlich. Er hat immer drei Sitzreihen, wobei es ihn als 2+2+2-, 2+3+2- oder 2+2+3-Sitzer gibt.
Angetrieben wird der Jiaji entweder von einem 1,5-Liter-Ottomotor mit 130 kW (177 PS), einem 1,8-Liter-Ottomotor mit 135 kW (184 PS), einem 1,5-Liter-Mild-Hybrid mit 140 kW (190 PS) oder einem 1,5-Liter-Plug-in-Hybrid mit 190 kW (258 PS). Der Mild-Hybrid nutzt ein 48-Volt-Bordnetzsteuergerät, der Plug-in-Hybrid hat einen 11,3 kWh Lithium-Ionen-Akkumulator, der eine elektrische Reichweite von 56 km ermöglichen soll. Der Jiaji L hat einen 1,5-Liter-Ottomotor mit 133 kW (181 PS).
|                                             | 1.5TD                        | 1.5TD                                     | 1.5TD                            | 1.8TD                        | 1.5TD PHEV                                   | 1.5TD PHEV                                   |
| Bauzeitraum                                 | 03/2019–09/2022              | 03/2019–09/2022                           | seit 09/2022                     | 03/2019–09/2022              | 03/2019–12/2021                              | 12/2021–09/2022                              |
| Motorkenndaten                              |                              |                                           |                                  |                              |                                              |                                              |
| Motortyp                                    | R3-Ottomotor                 | R3-Ottomotor + Elektromotor (Mild-Hybrid) | R4-Ottomotor                     | R4-Ottomotor                 | R3-Ottomotor + Elektromotor (Plug-in-Hybrid) | R3-Ottomotor + Elektromotor (Plug-in-Hybrid) |
| Motoraufladung                              | Turbolader                   | Turbolader                                | Turbolader                       | Turbolader                   | Turbolader                                   | Turbolader                                   |
| Hubraum                                     | 1477 cm³                     | 1477 cm³                                  | 1499 cm³                         | 1799 cm³                     | 1477 cm³                                     | 1477 cm³                                     |
| max. Leistung Verbrennungsmotor bei min−1   | 130 kW (177 PS) bei 5500/min | 130 kW (177 PS) bei 5500/min              | 133 kW (181 PS) bei 5500/min     | 135 kW (184 PS) bei 5500/min | 130 kW (177 PS) bei 5500/min                 | 130 kW (177 PS) bei 5500/min                 |
| max. Leistung Elektromotor                  | —                            | 10 kW (14 PS)                             | —                                | —                            | 60 kW (82 PS)                                | 60 kW (82 PS)                                |
| max. Systemleistung                         | —                            | 140 kW (190 PS)                           | —                                | —                            | 190 kW (258 PS)                              | 190 kW (258 PS)                              |
| max. Drehmoment bei min−1                   | 255 Nm bei 1500–4000/min     | 255 Nm bei 1500–4000/min                  | 290 Nm bei 2000–3500/min         | 300 Nm bei 1750–4000/min     | 255 Nm bei 1500–4000/min                     | 255 Nm bei 1500–4000/min                     |
| max. Drehmoment Elektromotor                | —                            | 45 Nm                                     | —                                | —                            | 160 Nm                                       | 160 Nm                                       |
| max. Systemdrehmoment                       | —                            | 300 Nm                                    | —                                | —                            | 415 Nm                                       | 415 Nm                                       |
| Kraftübertragung                            |                              |                                           |                                  |                              |                                              |                                              |
| Antrieb, serienmäßig                        | Vorderradantrieb             | Vorderradantrieb                          | Vorderradantrieb                 | Vorderradantrieb             | Vorderradantrieb                             | Vorderradantrieb                             |
| Getriebe, serienmäßig                       | 6-Gang-Schaltgetriebe        | 7-Stufen-Doppelkupplungsgetriebe          | 7-Stufen-Doppelkupplungsgetriebe | 6-Stufen-Automatikgetriebe   | 7-Stufen-Doppelkupplungsgetriebe             | 7-Stufen-Doppelkupplungsgetriebe             |
| Messwerte                                   |                              |                                           |                                  |                              |                                              |                                              |
| Höchstgeschwindigkeit                       | 190 km/h                     | 190 km/h                                  | 190 km/h                         | 190 km/h                     | 200 km/h                                     | 200 km/h                                     |
| Beschleunigung, 0–100 km/h                  | k. A.                        | k. A.                                     | k. A.                            | 8,8 s                        | k. A.                                        | k. A.                                        |
| Kraftstoffverbrauch auf 100 km (kombiniert) | 6,4 l Super                  | 5,9 l Super                               | 5,9 l Super                      | 6,8 l Super                  | 1,6 l Super                                  | 1,3 l Super                                  |
| Tankinhalt                                  | 52 l                         | 52 l                                      | 60 l                             | 60 l                         | 52 l                                         | 52 l                                         |
| elektrische Reichweite                      | —                            | —                                         | —                                | —                            | 56 km                                        | 82 km                                        |
| Abgasnorm                                   | China VI                     | China VI                                  | China VI                         | China V                      | China VI                                     | China VI                                     |